# Женщина с характером
«Женщина с характером» (исп. Golpe bajo — «Удар ниже пояса») — мексиканская 220-серийная мелодрама 2000 года производства TV Azteca.

## Сюжет
Сильвана была счастлива в браке с Андресом свыше 20 лет, однако все эти годы они не были счастливы из-за тяжёлого характера супруга. Он не принимал того, что его супруга окажется умнее него. Она отдавала себя вся работе, но оставшуюся часть времени посвящала своему супругу.

## Создатели телесериала

### В ролях
- Лусия Мендес … Silvana Bernal
- Марта Аура … Lupita
- Роберто Бландон (Roberto Blandón)… Gеrman Santos
- Лиса Карвахаль (Liza Carvajal)
- Венди де лос Кобос … Florencia
- Ана Лаура Эспиноса … Matilde Bernal
- Эрнесто Факсас … Cesar Antunez
- Фидель Гаррига … Esteban
- Химена Гонсалес-Рубио … Gina
- Томас Горос … Daniel

### Административная группа
- оригинальный текст — Вероника Суарес.
- режиссёры-постановщики — Эриберто Лопес де Анда, Хавьер Диас Дуэньяс, Хосе Рендон + исполнительный продюсер, Гуидо Санчес и Мигель Вальдес.
- ассоциированные продюсеры — Марикармен Фернандес, Рафаэль Гутьеррес и Элиса Салинас.
- ассистент продюсера — Сусана Гранадос.